# Procédé V-process
Le procédé V-Process fait partie des procédés spéciaux  de moulage sous vide utilisé pour la réalisation de moulage en sable dans les fonderies.

## Principe
- ( A ) - On chauffe un film plastique pendant quelques secondes, autour de 110 °C sur une plaque modèle,
- On applique ce film sur la plaque modèle et l’on fait le vide en créant une dépression de l’ordre de 0,5 bar ; le film épouse les contours du modèle,
- ( B ) - On dépose un châssis que l’on remplit de sable sec sans liant,
- ( C ) – Le sable est vibré, puis un autre film plastique est appliqué sur le sable tassé et l’on crée le vide dans le châssis,
- ( D ) – On inverse la pression dans la plaque modèle et l’on relève le châssis tout en y maintenant la dépression. Le film reste collé sur la face inférieure pour maintenir la dépression et garantir une résistance du moule de l’ordre de 90  à   100 kg/cm2.

- On procède de même pour la partie supérieure du moule, qui peut recevoir des noyaux.
- La dépression est maintenue jusqu’à la fin de la coulée et pendant le temps de solidification du métal,
- La mise à la pression atmosphérique provoque le décochage du moule.